# Fidji-Italie en rugby à XV
Cet article présente l'historique des confrontations entre l'équipe des Fidji et l'équipe d'Italie en rugby à XV. Les deux équipes se sont affrontées à douze reprises, dont une fois en Coupe du monde. Les deux équipes sont à six victoires chacune.  

## Tableau des confrontations
Voici la liste des confrontations entre ces deux équipes :
| No | Date             | Lieu                                       | Match          | Score   | Compétition                           |
| -- | ---------------- | ------------------------------------------ | -------------- | ------- | ------------------------------------- |
| 1  | 14 juin 1980     | Stade national, Suva, Fidji                | Fidji – Italie | 16 – 3  | Test match                            |
| 2  | 31 mai 1987      | Carisbrook, Dunedin, Nouvelle-Zélande      | Fidji – Italie | 15 – 18 | Coupe du monde (poule C)              |
| 3  | 28 août 1999     | Stade Tommaso-Fattori, L'Aquila, Italie    | Italie – Fidji | 32 – 50 | Test match                            |
| 4  | 15 juillet 2000  | Churchill Park, Lautoka, Fidji             | Fidji – Italie | 43 – 9  | Test match                            |
| 5  | 10 novembre 2001 | Stadio Comunale di Monigo, Trévise, Italie | Italie – Fidji | 66 – 10 | Test match                            |
| 6  | 26 novembre 2005 | Stadio Brianteo, Monza, Italie             | Italie – Fidji | 23 – 8  | Test match                            |
| 7  | 17 juin 2006     | Churchill Park, Lautoka, Fidji             | Fidji – Italie | 29 – 18 | Test match                            |
| 8  | 27 novembre 2010 | Stadio Braglia, Modène, Italie             | Italie – Fidji | 24 – 16 | Test match                            |
| 9  | 16 novembre 2013 | Stade Giovanni-Zini, Crémone, Italie       | Italie – Fidji | 37 – 31 | Test match                            |
| 10 | 7 juin 2014      | ANZ Stadium, Suva, Fidji                   | Fidji – Italie | 25 – 14 | Test match                            |
| 11 | 17 juin 2017     | ANZ Stadium, Suva, Fidji                   | Fidji – Italie | 22 – 19 | Test match                            |
| 12 | 11 novembre 2017 | Stade Angelo-Massimino, Catane, Italie     | Italie – Fidji | 19 – 10 | Test match                            |
| -  | 21 novembre 2020 | Stade Del Conero, Ancône, Italie           | Italie – Fidji | 28 – 0  | Coupe d'automne des nations (poule B) |